# Agathomyia pluvialis
Agathomyia pluvialis är en tvåvingeart som beskrevs av Chandler 1994. Agathomyia pluvialis ingår i släktet Agathomyia och familjen svampflugor. Inga underarter finns listade i Catalogue of Life.